# Communauté de communes du Pays d’Arlanc
Die Communauté de communes du Pays d’Arlanc ist ein ehemaliger französischer Gemeindeverband mit der Rechtsform einer Communauté de communes im Département Puy-de-Dôme in der Region Auvergne-Rhône-Alpes. Sie wurde am 23. Dezember 1992 gegründet und umfasste neun Gemeinden. Der Verwaltungssitz befand sich im Ort Arlanc.

## Historische Entwicklung
Mit Wirkung vom 1. Januar 2017 fusionierte der Gemeindeverband mit  
- Communauté de communes de Livradois Porte d’Auvergne,
- Communauté de communes du Pays d’Ambert,
- Communauté de communes du Haut Livradois,
- Communauté de communes du Pays de Cunlhat,
- Communauté de communes du Pays d’Olliergues sowie
- Communauté de communes de la Vallée de l’Ance

und bildete so die Nachfolgeorganisation Communauté de communes Ambert Livradois Forez.

## Ehemalige Mitgliedsgemeinden
1. Arlanc
2. Beurières
3. Chaumont-le-Bourg
4. Doranges
5. Dore-l’Église
6. Mayres
7. Novacelles
8. Saint-Alyre-d’Arlanc
9. Saint-Sauveur-la-Sagne